# Schloss Marbeaumont

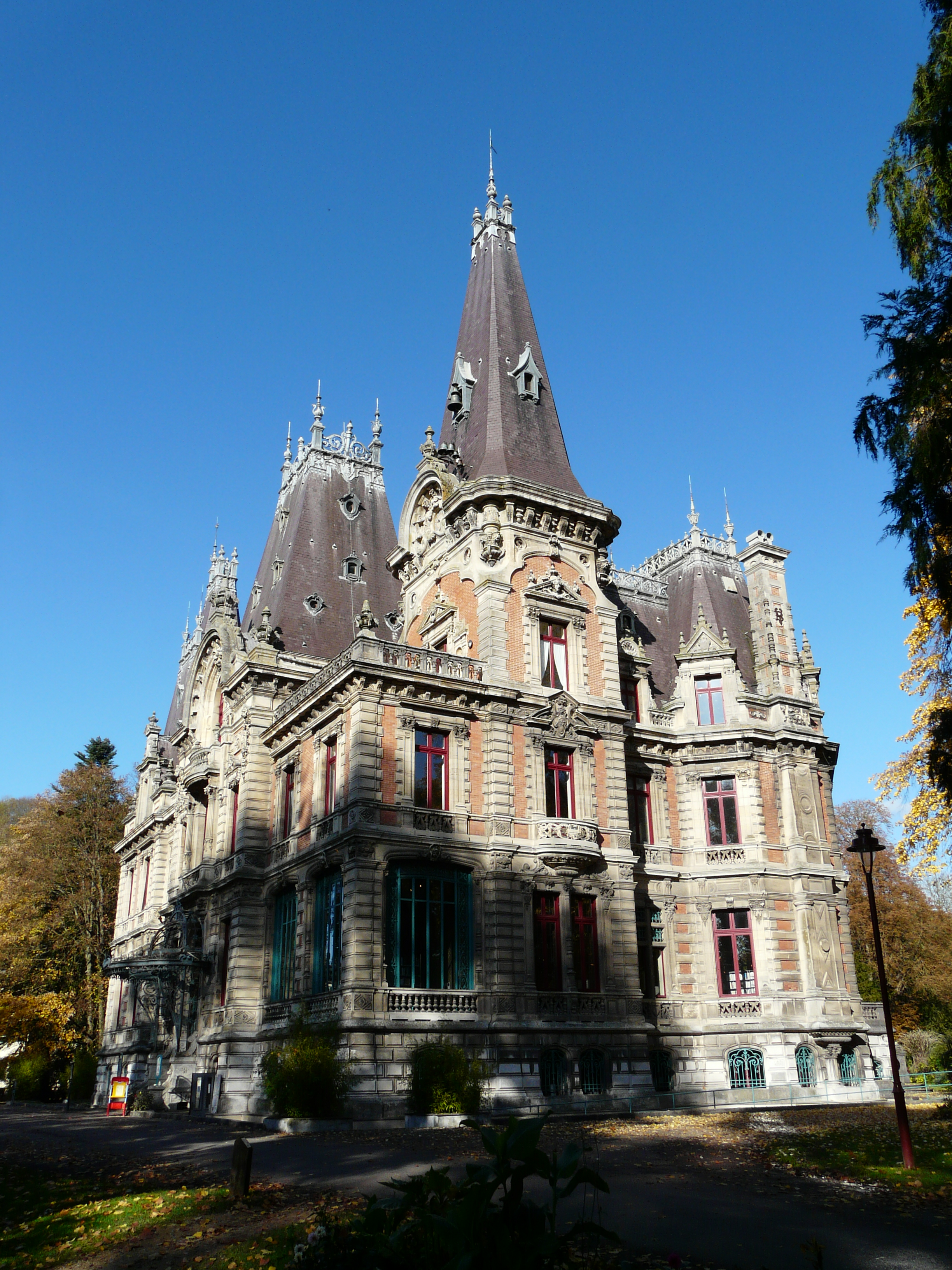
Schloss Marbeaumont in Bar-le-Duc

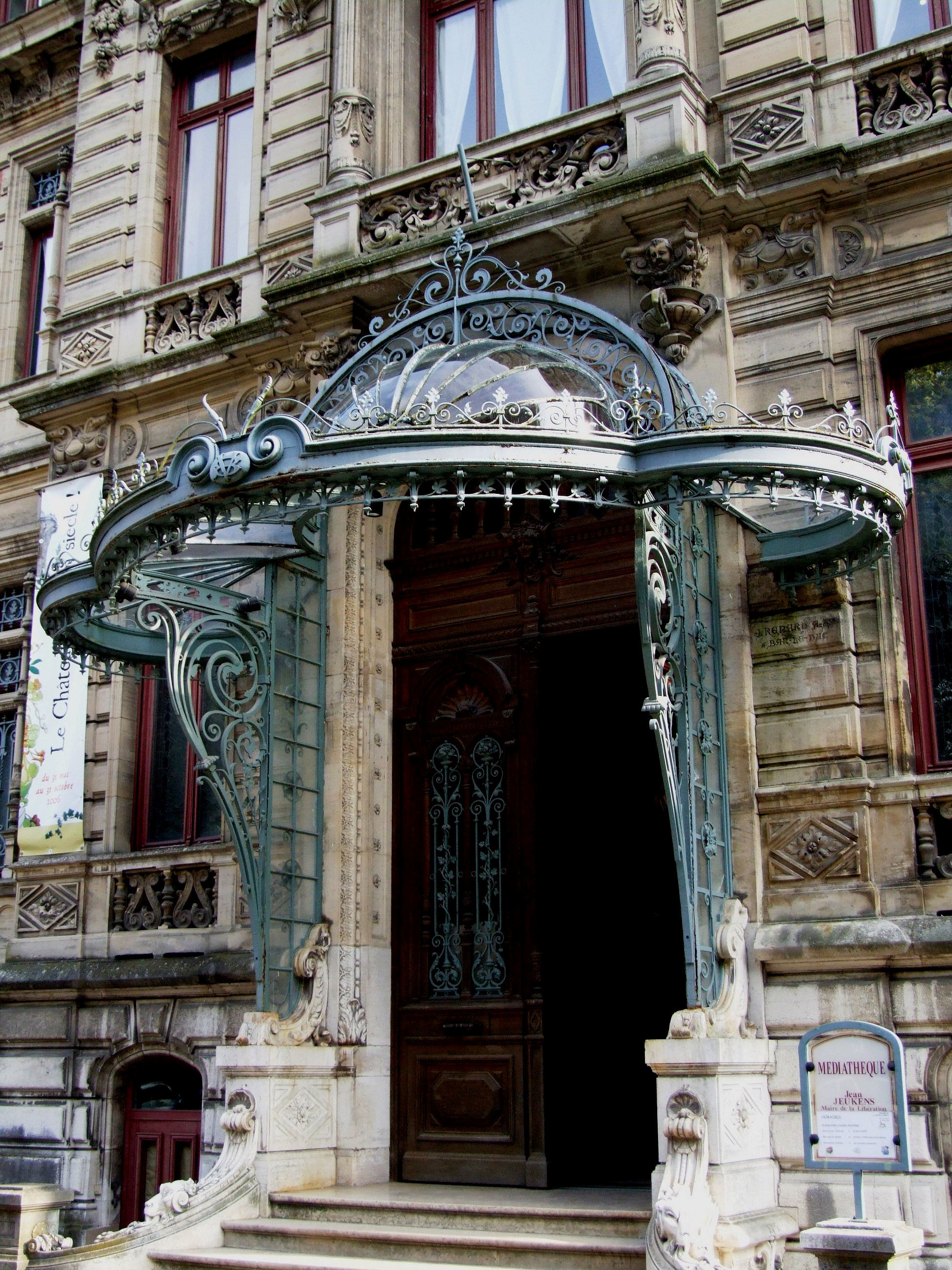
Portal

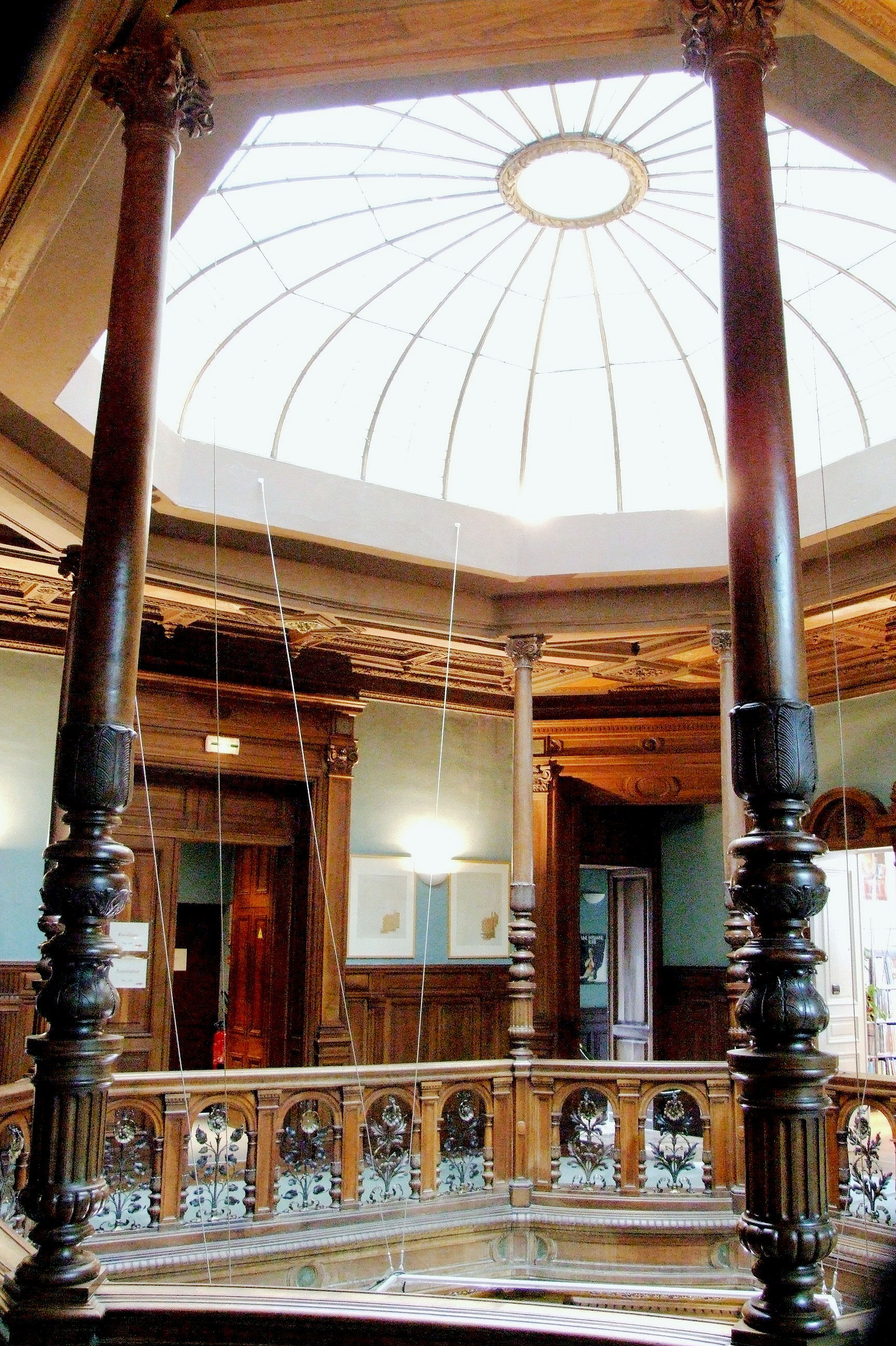
Treppenhaus mit Oberlicht

Das Schloss Marbeaumont in Bar-le-Duc, einer französischen Stadt im Département Meuse in Lothringen, wurde von 1903 bis 1905 errichtet. Das Schloss an der Rue Saint-Mihiel Nr. 74 wurde 1980 als Monument historique in die Liste der Baudenkmäler in Frankreich aufgenommen.
Das Schloss, man könnte es auch als große Villa bezeichnen, ist ein Beispiel für den Baustil der Belle Époque. Der Besitzer, der Bankier Paul Varin-Bernier (1847–1916), ließ das Schloss als Zeichen seines sozialen Aufstiegs und wirtschaftlichen Erfolges erbauen.
Das historisierende Wohnhaus wird von einer großen Parkanlage umgeben. Der Architekt Jules Renard aus Bar-le-Duc entwarf die Pläne.
Seit 1996 ist die Mediathek der Stadt im Gebäude untergebracht.